# Rungia coerulea
Rungia coerulea är en akantusväxtart som först beskrevs av Bi., och fick sitt nu gällande namn av Otto Warburg. Rungia coerulea ingår i släktet Rungia och familjen akantusväxter. Inga underarter finns listade i Catalogue of Life.